# Nacoleia immundalis
Nacoleia immundalis là một loài bướm đêm trong họ Crambidae.